# Literatura latina
Literatura latina ou romana é o corpo de obras literárias escritas em latim, e que permanecem até hoje como um duradouro legado da cultura da Roma Antiga. Os romanos produziram diversas obras de poesia, comédia, tragédia, sátira, história e retórica, baseando-se intensamente na tradição de outras culturas, particularmente na tradição literária grega, mais amadurecida. Mesmo muito tempo depois que o Império Romano do Ocidente já havia caído, a língua e a literatura latinas continuaram a desempenhar um papel central nas civilizações europeia e ocidental.
A literatura latina costuma ser dividida em períodos distintos. Poucas obras escritas no latim antigo chegaram até nós; entre os trabalhos que sobreviveram, no entanto, estão as peças de Plauto e Terêncio, que permaneceram extremamente populares por todos os períodos até a atualidade, enquanto diversas outras obras latinas, incluindo muitas feitas pelos mais destacados autores do período clássico, desapareceram, muitas vezes tendo sido redescobertos apenas séculos depois de suas composições, e outras vezes nem mesmo isto. Estas obras perdidas sobreviveram por vezes como fragmentos, em outras obras que sobreviveram, enquanto outras são conhecidas apenas por referências em obras como a Naturalis Historia, de Plínio, o Velho, ou De Architectura, de Vitrúvio.

## Latim clássico

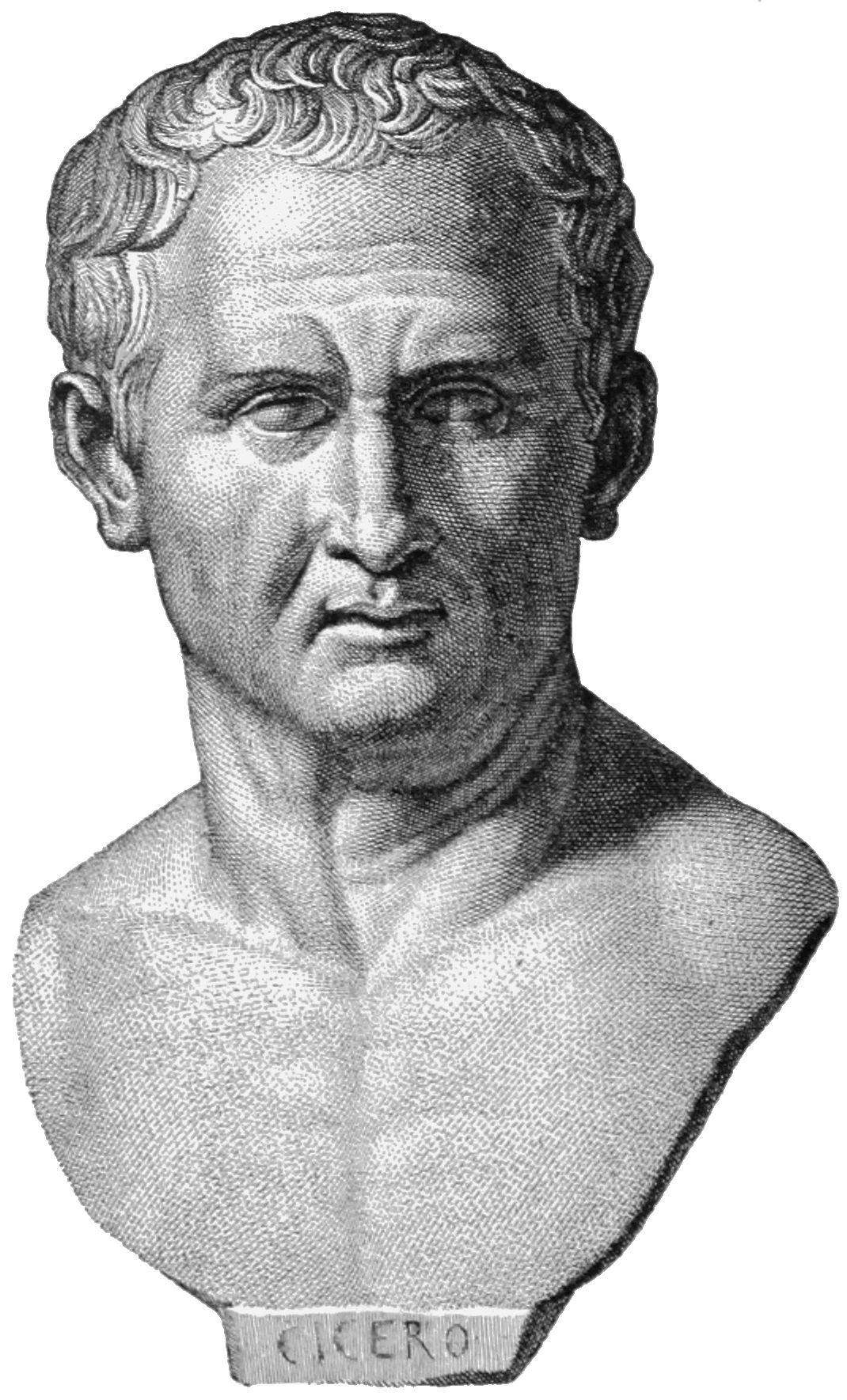
Marco Túlio Cícero

O período do chamado latim clássico, durante o qual se costuma considerar que a literatura latina atingiu o seu ápice, costuma ser dividido em duas eras distintas: a Era de Ouro, que cobre aproximadamente o período do início do século I a.C. até a metade do século I d.C., e a Era de Prata, que abrange o século II d.C.. A literatura composta depois da metade do século II frequentemente é desprezada e ignorada; durante o Renascimento, por exemplo, quando diversos autores clássicos foram redescobertos e seu estilo foi imitado conscientemente. Cícero, acima de todos, foi tomado como paradigma, e seu estilo louvado como o ápice da perfeição no latim. Já o latim medieval frequentemente foi rejeitado como sendo mal-escrito, porém na realidade diversas grandes obras da literatura latina foram produzidas ao longo da Antiguidade Tardia e da Idade Média, embora não mais fossem conhecidos e lidos por tantos quando aquelas obras escritas no período clássico. Três destas obras sobreviveram e inspiraram os arquitetos e engenheiros do Renascimento: a Naturalis Historia ("História natural"), de Plínio, o Velho, os livros de Frontino sobre os aquedutos de Roma, e De Architectura ("Sobre a arquitetura"), de Vitrúvio.

## Literatura latina antiga

### Poesia (comédia)
- Plauto
- Terêncio

### Prosa
- Catão - agricultura

## Era de Ouro

### Poesia
- Catulo - poeta lírico e elegista
- Horácio - poeta lírico e satirista
- Lucrécio - filósofo
- Ovídio - elegista, poeta didático e mitológico
- Propércio - elegista
- Tibulo - elegista
- Virgílio - poeta épico, didático e pastoral

### Prosa

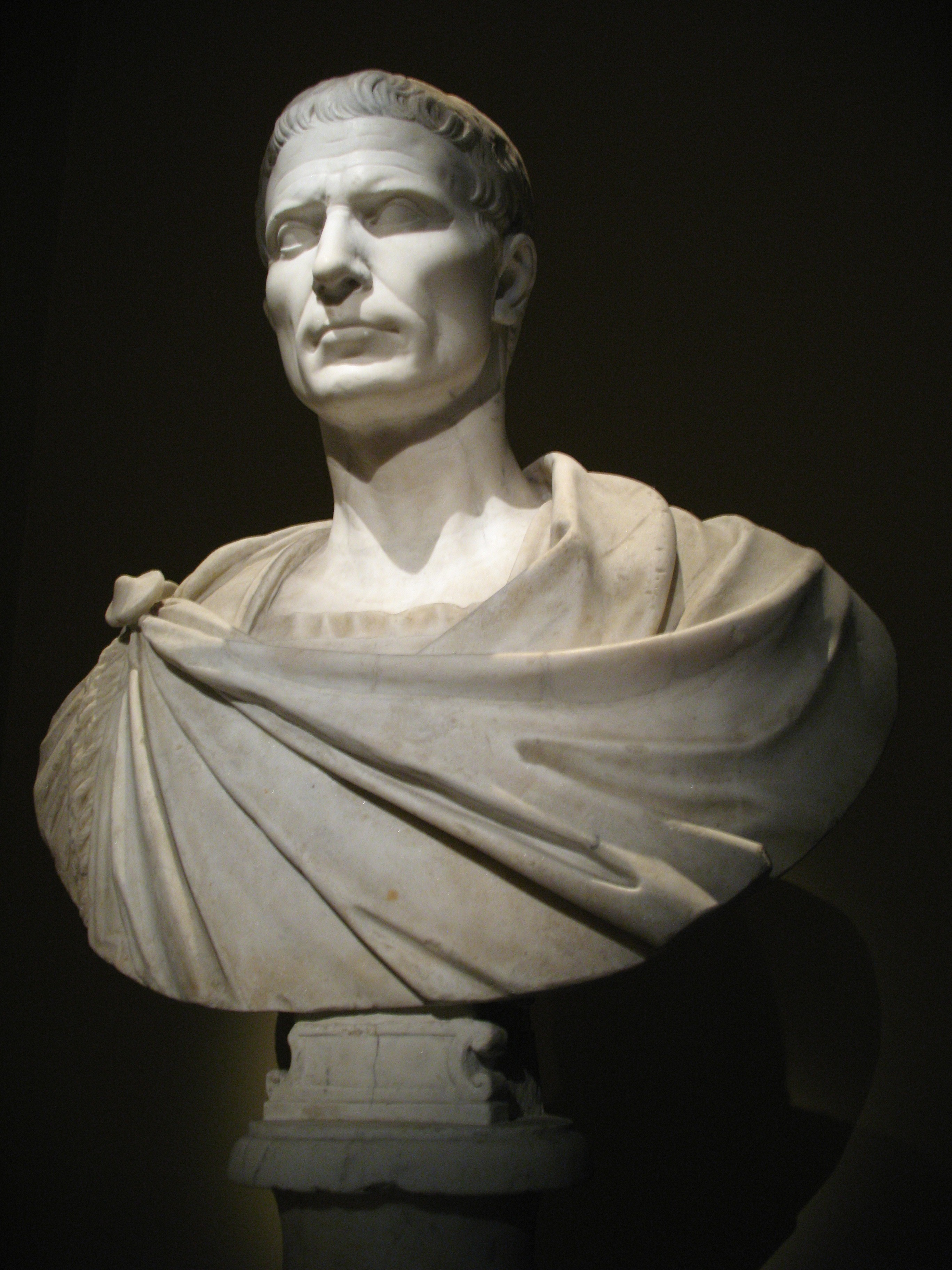
Busto de Júlio César, no Kunsthistorisches Museum, em Viena.

- Cícero - orador, filósofo e jurista
- Marco Terêncio Varrão - linguista e escritor sobre agricultura
- Publílio Siro - autor de máximas
- Vitrúvio - arquiteto

### História
- Salústio
- Tito Lívio
- Veleio Patérculo
- Tácito
- Amiano Marcelino

### Biografia
- Cornélio Nepos
- Augusto - autobiografia
- Suetônio

## Era de Prata da literatura latina

### Poesia
- Caio Valério Flaco - poeta épico
- Lucano - poeta épico
- Marco Manílio - poeta astronômico
- Sílio Itálico - poeta épico
- Estácio - poeta lírico e épico
- Juvenal - satirista
- Marcial - epigramático
- Pérsio - satirista
- Fedro - fabulista

### Prosa
- Aulo Cornélio Celso - médico
- Aulo Gélio - ensaísta

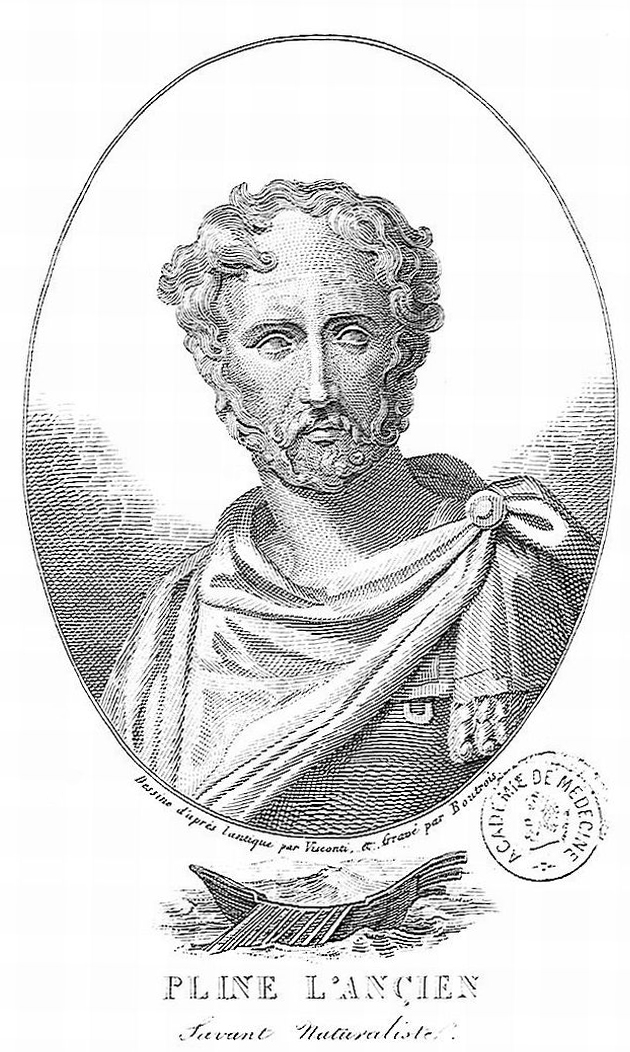
Plínio, o Velho, num retrato fictício do século XIX; nenhuma imagem contemporânea sua sobreviveu até os dias de hoje.

- Apuleio - proto-romancista e filósofo
- Columela - agricultor
- Petrônio - proto-romancista
- Plínio, o Velho - cientista
- Plínio, o Novo - correspondente
- Quintiliano - retórico
- Sexto Júlio Frontino - engenheiro
- Valério Máximo - anedotas
- Sêneca, o Velho - orador
- Marco Cornélio Fronto - correspondente

### História
- Salústio (86 - 34 a. C.)
- Tito Lívio (c. 59 a. C - 17 d. C)
- Veleio Patérculo (c. 19 a. C. - c. 31 d. C.)
- Tácito (c. 55 - c. 120 d. C.)
- Floro (sécs. I - II d. C.)
- Amiano Marcelino (c. 325 - c. 391 d. C.)

### Biografia
- Suetônio
- Quinto Cúrcio Rufo
- Tertuliano

### Diversos gêneros

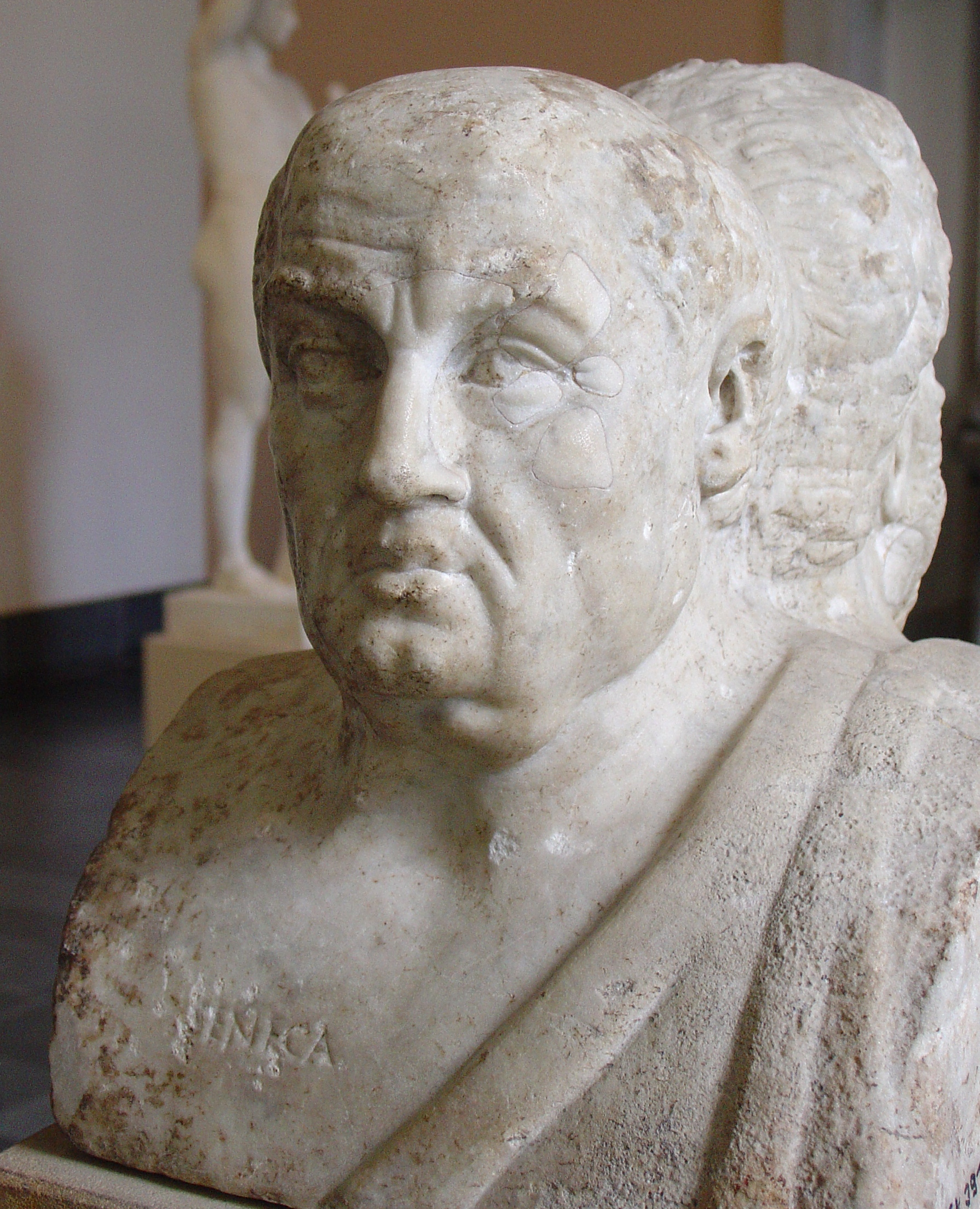
Busto de Sêneca, o Jovem (parte de uma herma dupla). Antikensammlung Berlin.

- Sêneca, o Jovem - filósofo, correspondente, cientista, trágico e satirista

## Literatura latina no período da Antiguidade Tardia

### Cristãos
- Agostinho de Hipona - teólogo, autobiógrafo e correspondente
- Jerônimo - teólogo e correspondente
- Marco Minúcio Félix - teólogo
- Prudêncio - poeta cristão
- Sidônio Apolinário - panegirista e correspondente
- Tertuliano - teólogo

### Pagãos
- Amiano Marcelino - historiador
- Ausônio - elegista, centonista
- Autor da Historia Augustana - historiador
- Claudiano - panegirista
- Herodiano - historiador
- Autor de Pervigilium Veneris - poesia lírica

## A circulação das obras literárias na Roma Antiga
A literatura romana poderia ser classificada como “auditiva”. Era uma leitura que se ouvia. Essa característica, tão diversa da forma como se lê na contemporaneidade, tem um profundo impacto na apreciação do texto e em sua composição. Nos séculos I e II d.C., a recitação era a principal forma de divulgar uma obra, principalmente as obras literárias. A leitura silenciosa era feita com textos em que o conteúdo era importante e o estilo importava pouco, como documentos jurídicos ou sobre negócios. As recitações ocorriam de quatro maneiras: privada, pública, através de concursos literários e o recitar durante a composição do texto. A recitação pública era a principal forma de divulgar textos nesse período, equivalente a publicação moderna. Assim que o autor envia a cópia de seu trabalho a alguém, o controle da circulação da obra se perde. Publicare é tornar público, oralmente ou de forma escrita. É verdade que a circulação dos textos, de fato, se dava através dos livros, mas a recitação era importante não só no quesito divulgação, mas também de produção do texto. O apreciar do texto de maneira oral ia inclusive além das leituras, que eram quase que obrigações sociais. Em banquetes e outros momentos festivos, poemas eram recitados aos participantes. As famílias abastadas contavam inclusive com lectores (escravos ou libertos) que eram especialistas em recitar. Portanto, percebe-se o peso da palavra oral na vida cotidiana dos romanos. O bom uso da palavra e o domínio dos temas e estilos do discurso buscam efeitos pré-determinados nos ouvintes, e tais habilidades constituem um valor essencial da cultura romana, que se liga a superposição da esfera pública diante da vida privada. A leitura transforma a recepção dos textos em uma experiência coletiva, de forma semelhante à contemplação de um monumento público, por exemplo. Logo, a palavra oral era um elemento principal nos textos romanos.